# Чемпионат России по лыжным гонкам 2012
Чемпионат России по лыжным гонкам 2012 проводился Федерацией Лыжных Гонок России с 21 марта по 30 марта 2012 года в центре зимних видов спорта «Жемчужина Сибири» в Тюмени. Марафонские гонки были проведены у женщин 7 апреля на дистанции 50 км в Апатитах, у мужчин 8 апреля — 70 км в Мончегорске. 

## Результаты[1]

### Мужчины
| Дисциплина                                 | Дата     | Золото                                                                          | Серебро                                                                          | Бронза                                                                  |
| 15 км классическим стилем                  | 22 марта | Станислав Волженцев Республика Коми                                             | Сергей Турышев ХМАО — Югра                                                       | Дмитрий Япаров Удмуртия                                                 |
| Спринт классическим стилем                 | 24 марта | Игорь Усачёв Самарская область                                                  | Станислав Волженцев Республика Коми                                              | Антон Гафаров ХМАО — Югра                                               |
| Скиатлон 30 км                             | 25 марта | Максим Вылегжанин Удмуртия                                                      | Константин Главатских Удмуртия                                                   | Иван Артеев Республика Коми                                             |
| Командный спринт 6х1.4 км свободным стилем | 27 марта | Удмуртия Леонид Виноградов Максим Вылегжанин                                    | Тюменская область Станислав Богданов Глеб Ретивых                                | Удмуртия Александр Уткин Дмитрий Япаров                                 |
| Эстафета 4х10 км                           | 28 марта | Удмуртия Константин Главатских Дмитрий Япаров Александр Уткин Максим Вылегжанин | ХМАО — Югра Сергей Турышев Александр Кузнецов Александр Легков Евгений Дементьев | Тюменская область Иван Алыпов Артём Норин Евгений Белов Николай Морилов |
| 50 км свободным стилем                     | 30 марта | Максим Вылегжанин Удмуртия                                                      | Константин Главатских Удмуртия                                                   | / Пётр Седов Московская область/Нижегородская область                   |
| 70 км классическим стилем                  | 8 апреля | Максим Вылегжанин Удмуртия                                                      | / Александр Бессмертных Московская область/Кемеровская область                   | Константин Главатских Удмуртия                                          |

### Женщины
| Дисциплина                                 | Дата     | Золото                                                                     | Серебро                                                                                   | Бронза                                                                   |
| 10 км классическим стилем                  | 22 марта | / Юлия Иванова Республика Коми/Ярославская область                         | Полина Медведева ХМАО — Югра                                                              | Алия Иксанова Татарстан                                                  |
| Спринт классическим стилем                 | 24 марта | / Юлия Иванова Республика Коми/Ярославская область                         | / Евгения Шаповалова ХМАО — Югра/Свердловская область                                     | Полина Медведева ХМАО — Югра                                             |
| Скиатлон 15 км                             | 25 марта | Лариса Шайдурова Москва                                                    | Мария Гущина ХМАО — Югра                                                                  | Ксения Подопригора Красноярский край                                     |
| Командный спринт 6х1.4 км свободным стилем | 27 марта | Республика Коми Виктория Мелина Юлия Иванова                               | Тюменская область Валентина Новикова Наталья Коростелёва                                  | ХМАО — Югра Евгения Шаповалова Полина Медведева                          |
| Эстафета 4х5 км                            | 28 марта | ХМАО — Югра Инна Смирнова Евгения Шаповалова Мария Гущина Полина Медведева | Тюменская область Ольга Рочева Екатерина Воронцова Валентина Новикова Наталья Коростелёва | Москва Анна Слепова Алевтина Таныгина Мария Давыденкова Лариса Шайдурова |
| 30 км свободным стилем                     | 30 марта | Алевтина Таныгина Москва                                                   | Лариса Шайдурова Москва                                                                   | Валентина Новикова Тюменская область                                     |
| 50 км классическим стилем                  | 7 апреля | / Юлия Иванова Республика Коми/Ярославская область                         | Юлия Тихонова Московская область                                                          | Ольга Рочева Тюменская область                                           |